# Volným pádem
Volným pádem je český film Štěpána Kozuba z roku 2021. Hlavní roli ztvárnil herec Robin Ferro. Žánrem filmu je tragikomedie. Hraje v něm množství ostravských herců. Film měl jít původně do kin, ale kvůli pandemii koronaviru byl přesunut na MírPlay.

## Obsazení
| Robin Ferro              | Michal Svoboda             |
| Beáta Hrnčiříková        | Klára Trávničková          |
| Vladimír Polák           | Jan Svoboda (táta Michala) |
| Albert Čuba              | Cyril Brož                 |
| Vladislav Georgiev       | Bezdomovec                 |
| Štěpán Kozub             | Bc. Radovan Dravý, DiS.    |
| Lada Bělašková           | Lenička                    |
| Zuzana Truplová          | Vendulka                   |
| Jiří Sedláček            | Soused                     |
| Alena Sasínová-Polarczyk | Zákaznice                  |
| Yvona Stolařová          | Zuzanka                    |
| Marie Anna Kupcová       | Monička                    |
| Markéta Haroková         | Pavlínka                   |
| Kristýna Lipinová        | Květinářka                 |
| Pavla Gajdošíková        | Zdravotní sestra           |
| Pepi Ora                 | Jonáš                      |
| Kamila Chudá             | Milenka Hermína            |
| Max Hendrych             | Pes Max                    |
| Vanda Kamarádová         | Vnučka Alenka              |
| Michal Sedláček          |                            |
| Lukáš Oramus             |                            |
| Jiří Krhut               |                            |